# Гваделупский енот
Гваделупский енот (лат. Procyon lotor minor) - подвид обыкновенного енота (он же енот-полоскун или северный енот), который обитают только в заморских территориях Франции — Гваделупе в Карибском море (к юго-востоку от Пуэрто-Рико) и на Малых Антильских островах.

## Экология
Гваделупский енот относится к сухопутным животным и обитает в основном во влажных областях Гваделупы. Енот предпочитает болотистые местности, но может обитать и в сухом лесу — главным условием для проживания у него является наличие поблизости речки или озера. Его жизненный период составляет примерно от 10 до 13 лет. В возрасте от 1 года енот считается взрослым. Енот ведёт ночной образ жизни, а днём проводит время в пустых стволах, на ветвях деревьев и в тени листвы. Взрослый енот может весить от 5,5 до 13,5 кг, питаясь фруктами, овощами, мясом, яйцами, рыбой, которую сам ловит в воде, моллюсками, насекомыми и даже рептилиями. Брачный период у енотов приходится на январь-март. После спаривания самка енота других самцов к себе не подпускает. Спустя 2 месяца она рожает на свет маленьких енотиков (от двух до пяти особей). Место обитания нового семейства — дупла деревьев. Внешне гваделупский енот почти ничем не отличается от енота-полоскуна. Длина его тела — 50-60 см, хвост у него пушистый с 5-6 чёрными кольцами, всё тело покрыто густым мехом, а на голове «чёрная маска».

## Классификация
Согласно двум исследованиям, проведенным в 1999 и 2003 годах, хотя в прошлом гваделупский енот считался отдельным видом, он является подвидом обыкновенного енота (Procyon lotor). Изучение его морфологических и генетических признаков, проведенное в 2003 году Кристофером М. Хелген и Дон Э. Уилсон указали, что гваделупский енот был завезен людьми всего несколько столетий назад. Это предположение подтверждается тем фактом, что гваделупский енот, по-видимому, тесно связан с багамским енотом (Procyon lotor maynardi), который является эндемиком острова Нью-Провиденс на Багамах, архипелаг на расстоянии почти 2000 км (1243 миль),  и что существуют доказательства бывших популяций енотов на Кубе, Эспаньоле (Гаити) и Ямайке . Таким образом, гваделупский енот указан как родственный багамскому еноту в третьем издании «Mammal Species of the World» («Виды млекопитающих мира»), а его прежнее научное название Procyon (lotor) minor указано как синоним Procyon lotor maynardi.
Согласно сравнениям гаплотипов Понса, проведенным в его исследовании, генетическая дистанция между подвидом lotor и P. l. minor был короче, чем между P. l. hirtus, pallidus и lotor. Еноты Аризоны самые разные, так как происходят из отдельных ветвей, тогда как еноты Гваделупы больше всего похожи на енотов из Вирджинии и Мэриленда.

## Описание
По сравнению с енотом среднего размера, гваделупский енот маленький, с тонким черепом, что делает его примером островной карликовости . Шерсть темно-серая, с легким охристым оттенком на шее и плечах. На нижней стороне только несколько остевых волос покрывают светло-коричневые подпочвенные волосы .

## Сохранение
В 1996 году гваделупский енот был классифицирован МСОП как находящийся под угрозой исчезновения , поскольку численность его популяции, составляющая менее 2500 взрослых особей, продолжает сокращаться.  Учитывая небольшой ареал, гваделупский енот, скорее всего, никогда не был многочисленным, как и четыре других островных енота: Косумельский енот, Тресмариасский енот, Багамский енот и вымерший Барбадосский енот.
Гваделупский енот страдает от разрушения его среды обитания: мангровых и тропических лесов на Гваделупе. Кроме того, ему угрожает появление енота-крабоеда . Гваделупский енот был выбран символическим видом для национального парка Гваделупы, но без дополнительных усилий по сохранению он может оказаться на грани исчезновения.
С другой стороны, Хелген и Уилсон придерживаются мнения, что сам гваделупский енот может считаться инвазивным видом, представляющим угрозу для островной экосистемы.